# Guillem Rodríguez
Guillem Rodríguez Martínez (Girona, 13 februari 1998) is een Spaans voetballer die doorgaans als rechter verdediger speelt.

## Loopbaan
Rodríguez speelde in de jeugdopleiding van Girona FC. Hij speelde twee seizoenen in de Tercera División voor UA Horta, waarmee hij in 2018 de finale om de Copa Catalunya verloor, voor hij in 2019 door Real Madrid gecontracteerd werd voor het tweede team. Na twee seizoenen bij Real Madrid Castilla in de Segunda División B liep zijn contract medio 2021 af. In september 2021 tekende Rodríguez een contract bij het Marokkaanse Moghreb Athletic Tétouan dat uitkwam in de GNF 2. In december 2021 verliet hij de club. Vanaf eind januari 2022 was hij op proef bij het Nederlandse ADO Den Haag. Op 23 maart tekende Rodríguez een contract tot het einde van het seizoen bij de club die uitkwam in de Eerste divisie. Ook in het seizoen 2022/23 speelde hij bij ADO.